# 어 고도딘

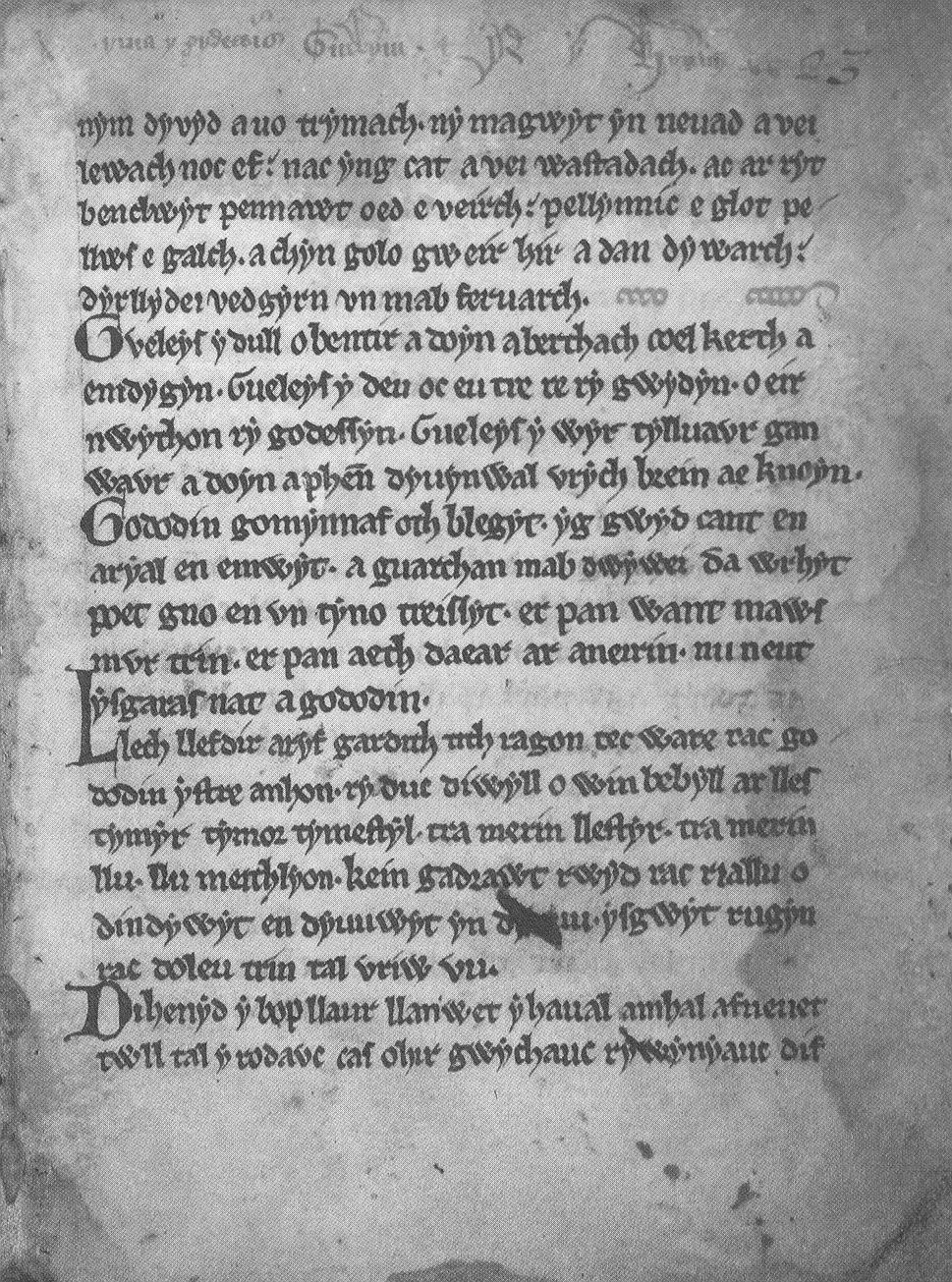

〈어 고도딘〉(웨일스어: Y Gododdin [ə ɡɔˈdɔðɪn])은 기원후 600년경에 카트라에스라는 곳에서 앵글인과 맞서 싸우다 죽은 고도딘 왕국과 그 동맹 국가들(대개 데이라 왕국과 베르니키아 왕국으로 해석됨)의 브리튼인들을 애도하는 비가들을 모은 중세 웨일스어 시이다. 음유시인 아네이린이 썼다고 하며, 《아네이린의 서》에 단 한 부가 유일하게 보존되어 있다.
《아네이린의 서》는 13세기 후반에 작성된 필사본이지만, 〈어 고도딘〉은 7세기에서 11세기 초엽 사이에 지어진 것으로 비정된다. 시에 사용된 언어는 중세 웨일스어와 고대 웨일스어가 혼재되어 있다.
고도딘 왕국은 로마 시절에 보타디니라고 불리었으며 오늘날의 스코틀랜드 남동부와 노섬벌랜드를 점유했다. 〈어 고도딘〉은 어떻게 300명(또는 363명)의 전사들이 멀리는 픽트랜드와 귀네드에서부터 모여들어 앵글인의 성채 카트라에스(대개 오늘날의 노스요크셔 캐터릭으로 해석됨)를 공격했고 압도적인 적의 군세에 며칠 밤낮을 싸우다 거의 전멸하게 되었는지를 노래하고 있다.